# Dardania (Balcani)
Dardania (in greco antico: Δαρδανία?; in latino Dardania) fu un'antica regione dei Balcani che comprendeva approssimativamente l'attuale Kosovo e le zone limitrofe dell'Albania, della Macedonia del Nord, della Serbia e del Montenegro. Era abitata dalla tribù illirica dei Dardani, da cui prese il nome.
Sotto Domiziano la Dardania era una delle due parti in cui si divideva la provincia della Mesia superiore.
Con Diocleziano la Dardania venne staccata dalla Mesia e retta da un preside, sotto il prefetto dell'Illirico.
Fra le città antiche della Dardania alcune, come Naisso (Niš) e Scupi (Skopje), sono tutt’oggi tra i centri più importanti della regione, mentre di Ulpiana, capitale storica della regione, sono rimaste solo le rovine.

## Origine del nome

Regno di Dardania (III-I sec. a.C.)

Il nome della regione potrebbe derivare da quello del personaggio della mitologia greca Δάρδανος (Dardano), uno dei figli di Illiro, antenato eponimo dei Dardanoi. Non sappiamo se i Dardani, popolo dell'Anatolia alleato dei Troiani siano legati ai Dardani balcanici.
Il filologo austriaco Johann Georg von Hahn fu il primo a sostenere che i termini Dardanoi e Dardania fossero derivati dal termine proto-albanese *dardā, che significa "pero" (in albanese: dardha – forma definita, o dardhë – forma indefinita), tenuto conto del fatto che i toponimi derivati da termini legati ai frutti o agli animali sono molto comuni nella regione (cfr. alb. dele/delmë "pecora" legata al toponimo Dalmazia/Delmazia, Ulcinj in Montenegro < alb. ujk, ulk "lupo" etc.). Sull'origine proto-indo-europea del termine, le opinioni degli studiosi divergono tra *g'hord- oppure *dheregh-.